# HMS Karlstad (K35)
HMS Karlstad (K35) är den femte och sista korvetten av Visby-klass. HMS Karlstad sjösattes 24 augusti 2006.